# Кудояров, Габдулла Хабирович
Габдулла Хабирович Кудояров (7 июня 1899, Аблаево, Уфимская губерния — 14 сентября 1984, Уфа) — врач-офтальмолог, доктор медицинских наук (1962), профессор (1962), заслуженный деятель науки РСФСР (1973) и Башкирской АССР (1967), почётный гражданин города Уфы (1969).

## Биография
Кудояров Габдулла Хабирович родился 7 июня 1899 года в селе Аблаево Белебеевского уезда Уфимской губернии (ныне Чекмагушевского района Республики Башкортостан). Учился в медресе «Галия».
В 1926 году окончил медицинский факультет Пермского университета.
В 1933—1954 гг. с перерывами занимал должность главного окулиста Министерства здравоохранения Башкирской АССР.
В 1942—1943 гг. служил в рядах Красной Армии.
В 1943—1975 годы — заведующий отделением, одновременно в 1945—1954 — директор Уфимского трахоматозного института, в 1955—1975 — заведующий кафедрой глазных болезней Башкирского медицинского института. В 1975—1982 годы — профессор кафедры глазных болезней Башкирского медицинского института.
В 1984 году умер в г. Уфе в возрасте 85 лет.

## Научная деятельность
Основные направления исследований:
- эпидемиология, клиника, патоморфология и профилактика трахомы, вирусных заболеваний глаз, герпеса,
- хирургическое лечение катаракты, глаукомы[2].

Работы Г. Х. Кудоярова по изучению трахомы и организации борьбы с ней способствовали ликвидации этой болезни не только в Башкирской АССР, но и в других регионах СССР и в ряде зарубежных стран.
Автор более 160 научных работ, в том числе четырёх монографий («Учебник по глазным болезням для средних медицинских работников», «Биомикроскопические изменения на роговой оболочке при трахоме», «Руководство по трахоме», «Возникновение и течение трахомы»). Создал республиканскую школу офтальмологов.

### Избранные труды
- Биомикроскопические изменения в роговице при трахоме. — Уфа, 1939.
- Руководство по трахоме, в 2 частях. — Уфа, 1970. (соавт.)

### Автобиографии
- Кудояров Г. Моя жизнь — офтальмология. — Уфа: АН РБ, Гилем, 2010. — 172 с.

## Память
- Именем Г. Х. Кудоярова названа премия Академии наук Республики Башкортостан — «за выдающиеся работы в области медицинских наук».
- Принято решение об установке мемориальной доски Г. Х. Кудоярову на доме, где «он много лет жил и трудился», по адресу: г. Уфа, ул. Пушкина, 54/1[4].